# Groß Kummerfeld
Groß Kummerfeld er en by og kommune i det nordlige Tyskland, beliggende i Amt Boostedt-Rickling under Kreis Segeberg. Kreis Segeberg ligger i den sydøstlige del af delstaten Slesvig-Holsten.

## Geografi
Groß Kummerfeld ligger øst for Neumünster mellem Bundesstraße B430 mod Plön og B205 mod Bad Segeberg. I kommunen ligger landsbyerne Kleinkummerfeld, Kleinkummerfeld-Bahnhof og Willingrade. Stationen Kleinkummerfeld-Bahnhof ligger ved jernbanelinjen mellem Neumünster og Bad Oldesloe 
I Willingrade i kommunen ligger udspringet til floden Stör.